# Långtjärnen (Viksjö socken, Ångermanland, 696784-158692)
Långtjärnen är en sjö i Härnösands kommun i Ångermanland och ingår i Gådeåns huvudavrinningsområde. Sjön har en area på 0,158 kvadratkilometer och ligger 294,1 meter över havet. Sjön avvattnas av vattendraget Gådeån (Helgumsån).

## Delavrinningsområde
Långtjärnen ingår i det delavrinningsområde (696778-158671) som SMHI kallar för Utloppet av Långtjärnen. Medelhöjden är 311 meter över havet och ytan är 0,66 kvadratkilometer. Räknas de 5 avrinningsområdena uppströms in blir den ackumulerade arean 4,01 kvadratkilometer. Avrinningsområdets utflöde Gådeån (Helgumsån) mynnar i havet. Avrinningsområdet består mestadels av skog (76 procent). Avrinningsområdet har 0,16 kvadratkilometer vattenytor vilket ger det en sjöprocent på 24,7 procent.